# Оногошт (жупа)
Оногошт или Оногоште (лат. Onogoste) је средњовјековна жупа, која је обухватала шири простор око Никшићког поља. Окружена планинама, до висине од око 1.200 метара, представљала је засебну географску цјелину. Била је настањена већ у античко вријеме. Ту се налазио римски каструм Андерба (лат. Anderba), односно потоње остроготско упориште Анагастум (лат. Anagastum), са важним раскршћем путева, на данашњем локалитету Моштаница. Од поменутог остроготског назива настао је и словенизовани облик Оногошт, као назив за град и околну жупу.

## Историја
Као континенталана жупа, у дукљанској држави по Барском родослову, налазила се у источном дјелу Подгорја (Submontana) као и жупе: Пива, Комерница и Морача. У континенталним жупама, Словени су задржали стару економику, ослоњену више на сточарство него на пољопривреду. Кроз Оногошт је још у антици пролазио трговачки пут, из јадранског приморја (околине данашњег Дубровника) преко Требиња (Tribunia). У жупи се овај пут спајао се са путем који је водио из Лушке и Подлушке жупе, односно Скадра. Такође користио се и стари римски пут (Anagastum – Risinium) а из Рисна се спајао са „дубровачким“ прије уласка у жупу. Након проласка кроз Оногошт, пут је излазио на жупу Комерница и водио према унутрашњости, у Рашку.

### У држави Немањића и Војиновића
Након Дукље (Зете) жупа Оногошт је била у границама средњовјековне државе Србије. Статус караванског одморишта и размах трговине, поспијешио је и развој насеља Оногошт. У њему је краљ Милутин, у јуну 1318. године, а касније и цар Урош, (1362) водио преговоре са Дубровчанима. Становници жупе, често су одлазили у приморске градове, посебно у Дубровник, гдје су налазили послове и учили занате. Након распарчавања српске државе од стране обласних господара, жупа Оногошт је у власти Николе Алтомановића (Војиновића).

### У држави Котроманића и Косача
Године 1373. послије сукоба са Коалицијом (Твртко I, кнез Лазаром и угарски краљ Лудвиг I) жупа је отета од српског властелина, жупана Николе Алтомановића и присаједињена бановини (убрзо краљевини) Босни. Ушла је у посјед породице Косача. Жупа је била под великим војводама: Влатком Вуковићем, Сандаљом Хранићем Косачом и Стефаном Вукчићем Косачом. Преко жупе Оногошт, Стефан Вукчић Косача је са војском ивршио упад у Зету (Српску деспотовину Ђурђа Бранковића) све до Бара, који је и заузео, 20. септембра 1441.

### Турско освајање
Године 1463. код трга Пљевља, на ријеци Брезници, херцег Стефан је изгубио битку са надирућим Османлијама. По паду Босне, исте године, Турци су постепено заузимали и остале крајеве Велког војводства, међу којима и жупу Оногошт. Последњи је пао Нови, 1483. године. Некадашњи средњовјековни посједи, по титули херцега и презимену Стефанових насљедника (Херцеговићи) касније ће се називати Херцеговина, односно Стара Херцеговина.

## Извори и литература
Извори
- Кунчер, Драгана (2009). Gesta Regum Sclavorum. 1. Београд-Никшић: Историјски институт, Манастир Острог.
- Живковић, Тибор (2009). Gesta Regum Sclavorum. 2. Београд-Никшић: Историјски институт, Манастир Острог.
- Мијушковић, Славко, ур. (1988) [1967]. Љетопис попа Дукљанина (2. изд.). Београд: Просвета & Српска књижевна задруга.
- Moravcsik, Gyula, ур. (1967) [1949]. Constantine Porphyrogenitus: De Administrando Imperio (2. изд.). Washington: Dumbarton Oaks Center for Byzantine Studies.
- Mošin, Vladimir, ур. (1950). Ljetopis popa Dukljanina. Zagreb: Matica hrvatska.
- Orbini, Mauro (1601). Il Regno de gli Slavi hoggi corrottamente detti Schiavoni. Pesaro: Apresso Girolamo Concordia.
- Орбин, Мавро (1968). Краљевство Словена. Београд: Српска књижевна задруга.
- Ферјанчић, Божидар (1959). „Константин VII Порфирогенит”. Византијски извори за историју народа Југославије. 2. Београд: Византолошки институт. стр. 1—98.
- Шишић, Фердо, ур. (1928). Летопис Попа Дукљанина. Београд-Загреб: Српска краљевска академија.

Литература
- Благојевић, Милош; Медаковић, Дејан (2000). Историја српске државности. 1. Нови Сад: Огранак САНУ.
- Ковачевић, Јован (1967). „Од доласка Словена до краја XII вијека”. Историја Црне Горе (PDF). 1. Титоград: Редакција за историју Црне Горе. стр. 279—444.
- Мишић, Синиша (2014). Историјска географија српских земаља од 6. до половине 16. века. Београд: Магелан Прес.
- Ћирковић, Сима (1970). „Зета у држави Немањића”. Историја Црне Горе (PDF). књ. 2, св. 1. Титоград: Редакција за историју Црне Горе. стр. 3—93.
- Ћирковић, Сима; Михаљчић, Раде, ур. (1999). Лексикон српског средњег века. Београд: Knowledge.
- Šabanović, Hazim (1959). Bosanski pašaluk: Postanak i upravna podjela. Sarajevo: Naučno društvo Bosne i Hercegovine.